# 한성주보

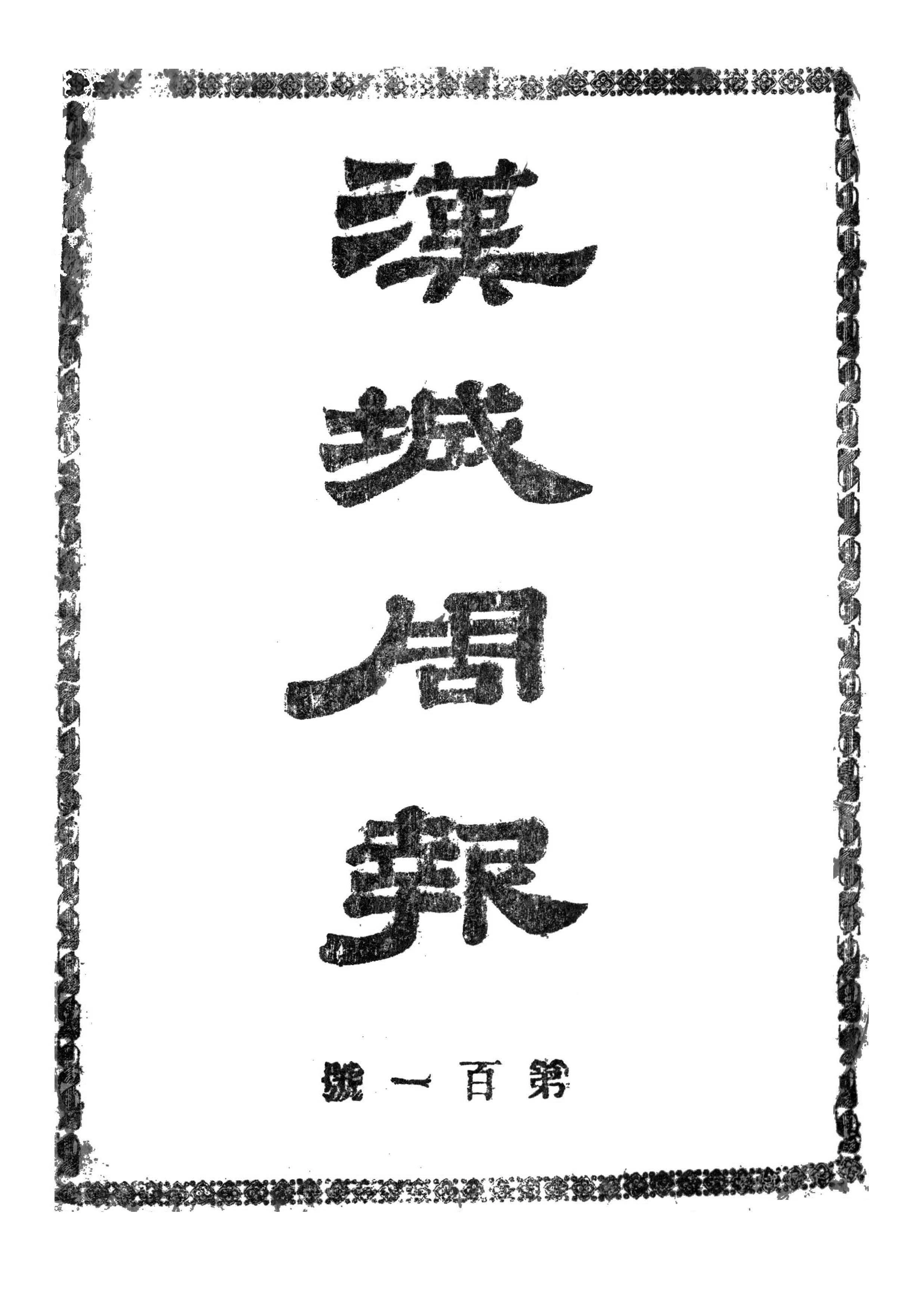
한성주보 제100호

한성주보(漢城周報)는 1886년에 간행된 신문이다. 독자의 대상을 일반 서민까지 넓혔다.
문장은 국한문으로 김윤식, 강위 등을 주동이 되어 발간하였다. 한국 신문 최초로 독일인 상인 에드바르트 마이어의 광고 ‘세창양행’을 실었다.《한성순보》를 계승한 것이므로 형식상으로는 관보이나 신문으로 볼 수 있으며, 1888년에 폐간되었다.

## 같이 보기
- 한성순보